# 鈴木ミント
鈴木 ミント（すずき みんと、1988年1月19日 - ）は、日本のAV女優。

## 略歴
2008年11月「New Comer」でマックス・エーよりAVデビュー。そのほか、ストリッパーとしても活動している。

## 人物
- 趣味：読書
- 特技：なぎなた

## 作品

### アダルトビデオ
2008年
- New Comer（11月14日 マックス・エー）
- MAX GIRLS 11（11月14日 マックス・エー）
- Schooldays（12月12日 マックス・エー）
- MAX GIRLS12（12月12日 マックス・エー）

2009年
- 連続絶頂イカせFUCK（1月9日 マックス・エー）
- MAX GIRLS 13　顔射祭（1月9日 マックス・エー）
- オナニスト ミントのいやらしい汁（2月13日 マックス・エー）
- MAX GIRLS14 騎乗位（2月13日 マックス・エー）
- 制服狩り（3月27日 マックス・エー）

2010年
- おしゃぶり漬け!（6月18日 ラッシュ）
- ザーメン女優 私たちが飲みます（9月10日、ラッシュ）

2010年
- 騎りまくり33人（6月10日 アットワンコミュニケーション）

### 映画
- コスプレ挑発　おしゃぶりエッチ（2011年 オーピー映画）主演

### Vシネマ
- 隠密くノ一列伝 敵中突破!伊賀女忍者（2009年8月25日 GPミュージアム）
- 女闘牌伝　伝説の神技・ガン牌継承(2009年 シネマファクト）
- ファッション・ヘル

### TV番組出演
- 「美女と湯けむり」第63話、第64話（旅チャンネル）
- 「デーブ・スペクター」の「本当にあった!恐いデーブ」（2009年12月30日、テレビ東京）
- 「おとなのびっくりクリニック2」（2010年2月、日本海テレビ）マンスリーゲスト